# ミルウィウス橋の戦い

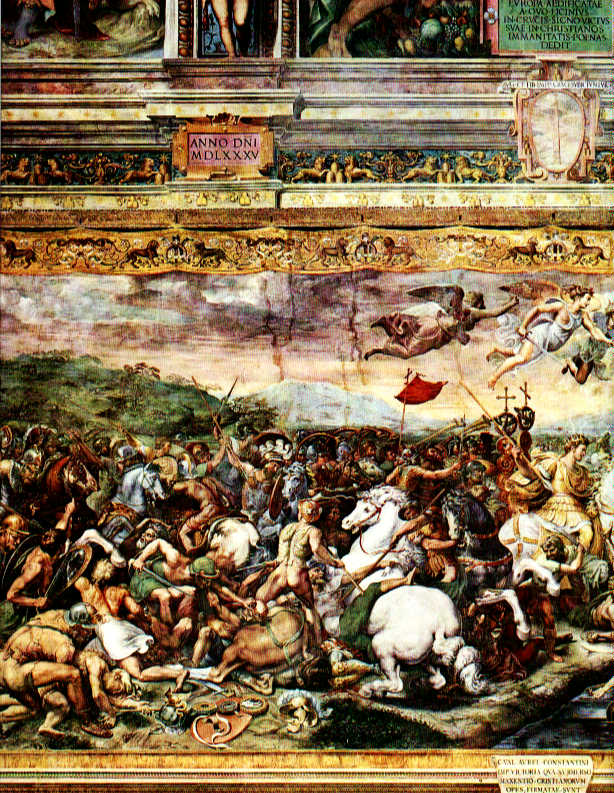
ミルウィウス橋の戦い（ジュリオ・ロマーノ）

ミルウィウス橋の戦い（ミルウィウスばしのたたかい、イタリア語：Battaglia di Ponte Milvio）は、312年10月28日に2人のローマ皇帝コンスタンティヌス1世とマクセンティウスがそれぞれ率いる軍の間で行われた戦いである。戦いに勝利したコンスタンティヌスはテトラルキアにより分裂状態にあったローマ帝国の統一へ前進することとなった。

## 合戦勃発の経緯
戦いが起こった根本要因はディオクレティアヌスによる「テトラルキア」によるものであった。すなわち、強力なリーダーシップを持つディオクレティアヌスと同僚皇帝のマクシミアヌスが退いたことで、同等程度の力を持つ皇帝たちがローマ帝国の支配権を巡って言い争いを始めたことである。
この戦いの一方の当事者となるコンスタンティヌスの父はローマ西方の正皇帝コンスタンティウス・クロルスであり、306年7月25日にクロルスが死去した後に、コンスタンティヌスは後継皇帝としてエボラクム（現：ヨーク）で皇帝を宣言した。マクセンティウスは、前述マクシミアヌスの息子であったが、ローマ市内で同じ年の10月28日に皇帝就任を宣言した。
コンスタンティヌスとマクセンティウスは互いに激しい敵愾心を持ち、マクセンティウスの妹ファウスタがコンスタンティヌスに嫁いでも変わることは無かった。312年春、コンスタンティヌスはマクセンティウスとの争いに決着を付けるべく、イタリア北部へと軍を進めて、トリノとヴェローナでの2つの戦いに勝利を収めて、マクセンティウス派の重臣でプラエフェクトゥス・プラエトリオ（近衛隊長官）のルリキウス・ポンペイアヌスを討ち取った。

## コンスタンティヌスへの啓示
ミルウィウス橋の戦いの前にコンスタンティヌスにキリスト教の神より勝利の導きがあったと伝えられる。
一説には、ミルウィウス橋に向かう行軍中に、太陽の前に逆十字とギリシア文字ΧとΡの2文字が見えて、コンスタンティヌスが、ギリシア語で「この印を以て征服するだろう」と聞いたと信じられている。
3世紀から4世紀にかけて活動したキリスト教著述家のラクタンティウスは、戦いの前夜（10月27日の晩）にコンスタンティヌスが夢で「コンスタンティヌス軍の頭上に大きな印が示される」(de mort. pers. 44,5)と命令されたと述べ、コンスタンティヌスが「☧」を盾に貼り付けたとしている。ただし、エウセビオスがそれ以前にコンスタンティヌスへ「☧」の印を付けるように指導していたとも伝えられ、ミルウィウス橋の戦い以前よりその紋章を付けていた可能性もある。 
フラミニア街道に沿ってコンスタンティヌスは軍を進めて、10月にローマに到着して、ローマ近郊に陣を張った。
マクセンティウスは、307年と308年に同僚皇帝であったフラウィウス・ウァレリウス・セウェルスとガレリウスによる攻撃から耐え抜いたようにローマでの籠城を採用し、既に多量の食糧を確保していた。しかし、突如マクセンティウスは籠城策を捨てて、コンスタンティヌス軍との間での野戦により決着を付ける策に切り替えた。ラクタンティウスやエウセビオスといったキリスト教徒は「神が干渉したことによる」とし、ゾシムスは「迷信」の結果としている。また、戦いの日がマクセンティウスが皇帝即位を宣言した日と同一であり、幸先よいと考えたことによるともされるが、これらいずれの説明も根拠は不明確である。

## 合戦
マクセンティウスは、戦場をローマを流れるティベリス川を横切るフラミニア街道に架かる巨大な石橋であるミルウィウス橋に決めた。それは、マクセンティウスがローマ市内へライバル皇帝を入城させないようにする為には、ミルウィウス橋を保持することが重要であったからである。
マクセンティウス軍は、全体に縦深陣を敷き、前線が平野部、末端部はティベリス川河畔にまで達する背水の陣とも言える陣形を組んだ一方で、コンスタンティヌス軍はコンスタンティヌス自身が前線に出て、マクセンティウス軍と相対する陣形を組んだ。
10月28日、両軍隊が衝突して、コンスタンティヌス自らも騎馬に乗って突撃したが、マクセンティウス軍が動きの緩慢な重装騎兵や、軽装のヌミディア騎兵が主力であったのに対して、コンスタンティヌス軍は自らの支配地でもあった機動力に優れたガリア騎兵が主力となり、地形からもコンスタンティヌス軍が優位に立った。
歩兵部隊（コホルス）同士の対戦では、マクセンティウスの軍は当初は善戦したものの、徐々にティベリス川へと押し込まれた。その為、マクセンティウスは、一度後退して、ローマ市内で陣営を立て直すことを決定した。しかし、ローマへの帰路はミルウィウス橋を渡るしかなく、コンスタンティヌス軍の追討もあって、ミルウィウス橋へと殺到したマクセンティウス軍の多くの将兵がティベリス川へ転落するか捕虜となった。また、マクセンティウスのプラエトリアニは、激しく抵抗したものの、殆どが戦死した。マクセンティウス自身はミルウィウス橋から落ちて溺死したとも、ティベリス川を泳いで逃げる最中に甲冑の重さに耐え切れずに溺死したとも伝えられる。

## 合戦後

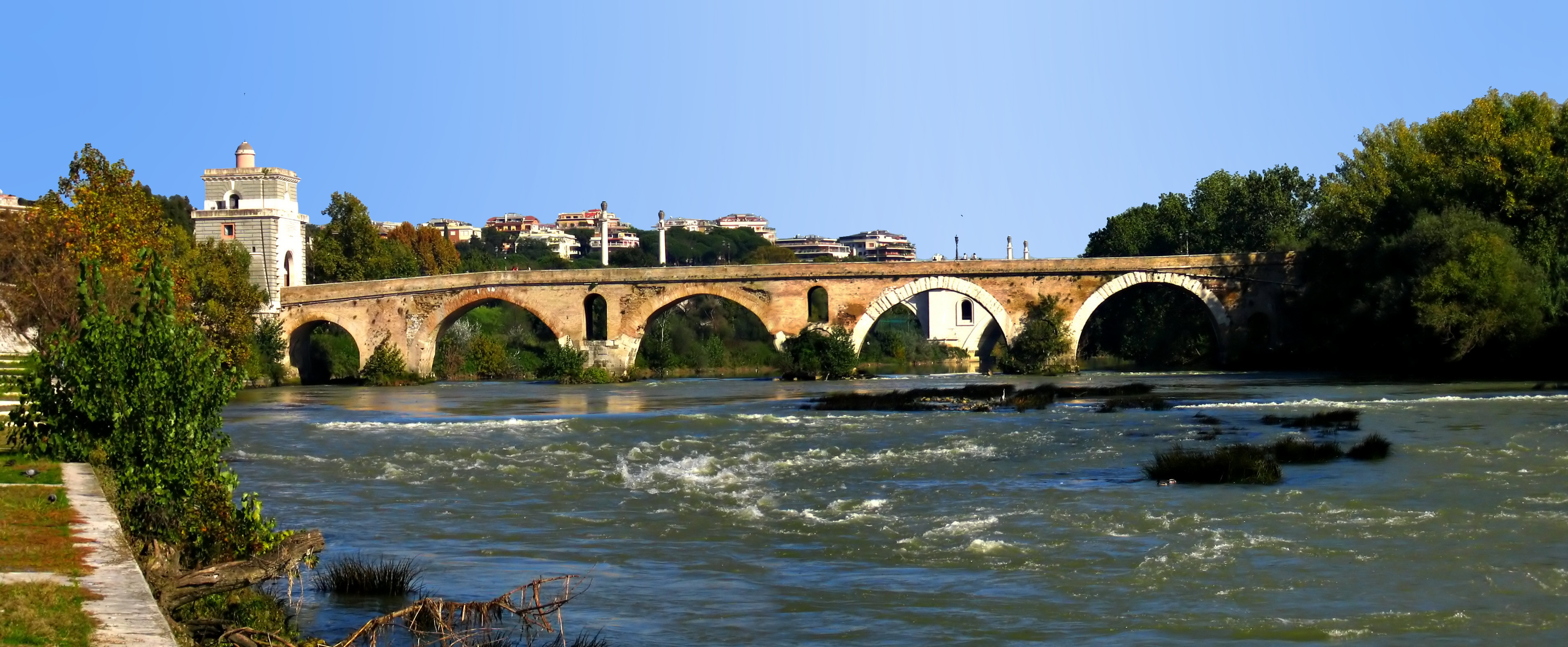
現在のミルウィウス橋

コンスタンティヌス軍が勝利を収め、コンスタンティヌスは、10月29日にローマに入城した。ティベリス川から引き上げられたマクセンティウスの遺体は検めて斬首されて、ローマ市民が見物する中で市内の通りを首を晒して回った。式典の後、マクセンティウスの首はカルタゴへ送られ、アフリカ諸属州も降伏した。
マクセンティウスの遺児二人を含む近親者は皆殺しにされ、マクセンティウスに連なる者は悉く粛清されたとされているが、一説にマクセンティウスの子とされるアントニウス・ドナトゥスなる者が逃げ延び、子孫を残したともされる。アントニウス・ドナトゥスの血筋は少なくとも20世紀の終わりまで存続しているという。
ミルウィウス橋の戦いの結果、ローマ帝国の西半分の支配権をコンスタンティヌスは手中に収めることとなった。戦勝後に今までの皇帝が行っていたカピトリヌスの丘にある神殿での儀式を一切無視して、皇宮に向かった。コンスタンティヌスは元老院が持つ先祖伝来の種々の特権を認めた一方で、元老院もコンスタンティヌスにありとあらゆる称号を授与した。マクセンティウスにダムナティオ・メモリアエを実施し、マクセンティウスが策定した法令は全て無効であると宣言した。
ちなみに、マクセンティウスはローマ市内で「ロムルスの寺院」（Santi Cosma e Damiano）や「マクセンティウスのバジリカ」等、多数の建造物を建築していたが、全てコンスタンティヌスが完成させて、自らの功績とした。